# Abraham Udovitch
Abraham Udovitch, né le 31 mai 1933 à Winnipeg, est un universitaire canadien, professeur émérite Khedouri A. Zilkha de civilisation juive au Proche-Orient et professeur émérite d'études du Proche-Orient, à l'université de Princeton.

## Biographie
Abraham Labe Udovitch naît à Winnipeg, au Canada, en 1933. Il obtient son bachelor de l'université Columbia en 1958 et sa master en 1959. Il obtient son doctorat de l'université Yale en 1965

## Carrière
Udovitch enseigne à l'université Brandeis et à l'université Cornell avant de rejoindre l'université de Princeton en 1968. Il y est professeur émérite Khedouri A. Zilkha de civilisation juive au Proche-Orient et professeur d'études émérite du Proche-Orient,. La chaire est financée par le Fonds Khedouri Zilkha pour l'étude de l'histoire de la civilisation juive au Proche-Orient créé par Ezra Zilkha (en) en mémoire de son père Khedouri Zilkha (en).
Il est co-rédacteur en chef de la revue Studia Islamica (en) et a été rédacteur en chef adjoint du Dictionary of the Middle Ages (en), préparé pour le Conseil américain des sociétés savantes (en). Depuis 1978, il est membre du comité exécutif de l'Encyclopédie de l'Islam.
Udovitch est membre du Comité exécutif mondial du Centre international pour la paix au Moyen-Orient.
En 2010, les éditions Brill publient Histories of the Middle East: Studies in Middle Eastern society, economy and law in honor of A.L. Udovitch, édité par Roxani Eleni Margariti, Adam Sabra (en) et Petra M. Sijpesteijn (en).

## Publications (sélection)
- (en) Partnership and Profit in Medieval Islam, Princeton, Princeton University Press, 1970, 282 p.
- (en) The Middle East : Oil, Conflict and Hope, Lexington, Lexington Books, 1976, 557 p. (ISBN 978-0669004243).
- (en) The Islamic Middle East, 700-1900 : Studies in Economic and Social History, Princeton, Darwin Press, 1981, 838 p. (ISBN 978-0878500307).
- (en) The Last Arab Jews : The Communities of Jerba, Tunisia, New York, Harwood Academic, 1984, 178 p. (ISBN 978-3718601356) (avec Lucette Valensi).
- (en) The Islamic World from Classical to Modern Times: Essays in Honor of Bernard Lewis, Princeton, Darwin Press, 1988, 915 p. (ISBN 978-0878500666) (avec Clifford Edmund Bosworth, Charles Issawi (en) et Roger Savory (en)).